# YESTERDAY AND TODAY (THE BAWDIESのアルバム)
『YESTERDAY AND TODAY』（イエスタデイ・アンド・トゥデイ）は、日本のロックバンド、THE BAWDIESの通算1枚目のアルバム。

## 概要
- THE BAWDIES初のアルバムであり、公式にリリースした初の音源。
- カバー曲とオリジナル曲を織り交ぜて収録している。

## 収録曲
1. Have mercy miss percy (2:29)
（作詞・作曲：Josea Joe, Ling Sam）
Long Tall Marvinのカバー
2. Whip it on me (1:44)
（作詞・作曲：Jessie Hill）
ジェシー・ヒルのカバー
3. Little girl (2:49)
（作詞・作曲：渡辺亮）
オリジナル
4. Rosie (2:20)
（作詞・作曲：渡辺亮）
オリジナル
5. I got you (I feel good) (2:05)
（作詞・作曲：James Brown）
ジェームス・ブラウンのカバー
6. Because (2:27)
（作詞・作曲：Dave Clack）
デイヴ・クラーク・ファイヴのカバー
7. I'm down (2:09)
（作詞・作曲：J.Lennon & P.McCartney）
ビートルズのカバー
8. Shake it baby (2:33)
（作詞・作曲：渡辺亮）
オリジナル
9. Keep on trying (2:28)
（作詞・作曲：渡辺亮）
オリジナル
10. Mess around (2:12)
（作詞・作曲：Ahmet Ertegun）
レイ・チャールズのカバー
11. Tutti frutti (1:49)
（作詞・作曲：Dorothy LaBostrie, Joe Lubin, Richard Penniman）
Little Richardのカバー
12. Dig the buzz (2:39)
（作曲：THE BAWDIES）
オリジナル

全編曲：THE BAWDIES